# Gavin Menzies
Rowan Gavin Paton Menzies (Londen, 14 augustus 1937 – 12 april 2020) was een Brits marineofficier (Lt Cdr) op een onderzeeboot en auteur. 
Hij is het meest bekend door zijn controversiële boek 1421: The Year China Discovered the World, waarin hij de hypothese aanvoert dat een vloot onder leiding van de Chinese admiraal Zheng He Amerika zou bezocht hebben voor Christopher Columbus in 1492, en dat diezelfde vloot een reis rond de wereld zou gemaakt hebben voor Ferdinand Magellaan, tijdens een periode van Chinese exploratie. Zheng He zou de wereld zijn rondgevaren tussen 1421 en 1423, Australië hebben bereikt, Kaap de Goede Hoop hebben gerond, naar de Amerika's zijn gereisd, de Caraïbische kust en Zuid-Amerikaanse kustlijn en Baja California hebben geëxploreerd. Bepaalde informatie van de Chinese kaarten zou, volgens Gavin Menzies, het Westen hebben bereikt en door laat 15e-eeuwse en vroege 16-eeuwse Europese ontdekkingsreizigers zijn gebruikt.
Menzies' tweede boek, 1434: The Year a Magnificent Chinese Fleet Sailed to Italy and Ignited the Renaissance gaat een stuk verder door de Chinese ontdekkingsreizigers een belangrijke rol in de renaissance te geven.
Professionele geschiedkundigen doen Menzies' theorieën af als fictie. Het feit dat Menzies de Chinese talen niet machtig is, zou hem ook beletten origineel bronmateriaal correct te interpreteren.
Gavin Menzies overleed in 2020 op 82-jarige leeftijd.
- Bibsys: 2132791
- Bibliothèque nationale de France: cb15038897t (data)
- Gemeinsame Normdatei: 124445357
- International Standard Name Identifier: 0000 0001 2021 0994
- Library of Congress Control Number: no2003002682
- Bibliotheek van het Japanse parlement: 00940440
- Nationale Bibliotheek van Tsjechië: xx0025154
- Nationale bibliotheek van Australië: 40010659
- Nationale Bibliotheek van Israël: 987007459632405171
- Nederlandse Thesaurus van Auteursnamen: 242246516
- Système universitaire de documentation: 074308033
- Trove: 1441747
- Virtual International Authority File: 12587889
- WorldCat: E39PBJccbmjhTMktXmyt3xmKh3